# Rewolucja międzyplanetarna
Rewolucja międzyplanetarna (ros. Межпланетная революция, Mieżpłanietnaja riewolucyja) – radziecki krótkometrażowy animowany film czarno-biały z 1924 roku w reżyserii Nikołaja Chodatajewa, Zienona Komissarienki i Jurija Mierkułowa. Parodia filmu Jakowa Protazanowa Aelita. Pierwszy film animowany studia GTK (Goskino Technikum). Zadaniem filmu było propagowanie komunizmu.
Film wchodzi w skład serii płyt DVD Animowana propaganda radziecka (cz. 3: Kapitalistyczne rekiny).

## Opis
Jest to opowieść o tym, jak towarzysz Kominternow – rewolucjonista Armii Czerwonej, przybywa na Marsa aby rozproszyć tamtejszych burżujów.

## Przesłanie
W filmie pokazano jak radzieccy bojownicy zanoszą rewolucję proletariatu na Marsa i wyzwalają Marsjan spod władzy tamtejszych kapitalistów. Rewolucja ma mieć wymiar kosmopolityczny i swoim zasięgiem obejmować cały wszechświat.